# Urophyllum sessiliflorum
Urophyllum sessiliflorum är en måreväxtart som beskrevs av Henry Nicholas Ridley. Urophyllum sessiliflorum ingår i släktet Urophyllum och familjen måreväxter. Inga underarter finns listade i Catalogue of Life.